# Robert Salvet
Robert Salvet (Ribesaltes, 7 de juliol del 1913 - París, 1977) va ser un editor musical nord-català.

## Biografia
La seva activitat professional es dedicà a l'edició de partitures i a la comercialització de drets de peces musicals. La seva empresa "Éditions Robert Salvet" aconseguí la representació d'un gran nombre de cançons i, especialment, de bandes sonores de pel·lícules, i estigué especialment activa als anys 40, 50 i 60. El 1970, Salvet presidia  Arxivat 2011-07-11 a Wayback Machine. la "Chambre Syndicale des Editeurs de Musique Légère".
Publicà Vingt chansons popularies du Roussillon el 1947 (en adaptació d'E. Vilarem i H. Carcassonne) i Douze catalanades (cançons) d'Albert Saisset el 1966. Robert era germà del lletrista i escriptor André Salvet però, curiosament, edità cançons d'altres lletristes i no consta que sinó molt excepcionalment ho fes amb les de l'André, que treballà amb altres editors per la seva banda.

### Pel·lícules
Va ser l'editor musical de la pel·lícula Madame et ses peaux-rouges de Serge T. de Laroche (1948, música de Camille Sauvage) i el director musical de la pel·lícula Mimí Pinson de Robert Darène (1958, amb música de Michel Emer i Francis Lemarque).
La seva editorial tingué els drets, entre d'altres, de les músiques de Copie conforme de Jean Dréville i de La télévision, oeil de demain de J.K. Raymond Millet (ambdues del 1947 amb música de René Cloërec), La Vie à deux (1958, música d'Hubert Rostaing) i Vous n'avez rien à déclarer ? (1959, amb música de Maurice Jarre), ambdues de Clément Duhour, L'affaire d'une nuit d'Henri Verneuil (1960, música de Martial Solal), Candide ou l'optimisme au XXe siècle de Norbert Carbonnaux (1960, música d'Hubert Rostaing), Les amours célèbres de Michel Boisrond (1961, música de Maurice Jarre), Le Combat dans l'île d'Alain Cavalier (1961, música de Serge Nigg), Le crime ne paie pas de Gérard Oury (1962, música de Georges Delerue), Maigret voit rouge de Gilles Grangier (1963), música de Francis Lemarque i Michel Legrand), Le gendarme de Saint Tropez de Jean Girault (1964, música de Raymond Lefèvre), Des pissenlits par la racine de Georges Lautner (1964, música de Georges Delerue), Le tonnerre de Dieu de Denys de La Patellière (1965, música de Georges Garvarentz).
Raymond Lefèvre i el després famós Paul Mauriat estaven vinculats a les edicions Salvet el 1963 quan van fer la banda sonora de Faites sauter la banque de Jean Girault.

### Cançons i altres peces musicals
El 1942, Salvet va ser el descobridor musical  Arxivat 2011-04-30 a Wayback Machine. del franco-danès Georges Ulmer (que després de passar per Espanya havia viscut un temps a Perpinyà), de qui en propicià la carrera en solitari, després que aquest cantés un temps a l'orquestra de Fred Adison. Títols que n'edità i/o en tingué el copyright van ser C'est loin tout ça (1940), Quand je clauqu' des doigts (1943), Hello Dick!, Ma voiture contre une "Jeep", Marie (petit beguin du mois de mai), Quand allons nous nous marier?, Si tu savais i Un jeune cowboy se met en selle... (1944), Je mets mon chapeau i Perpignan (1945), Bing. Cheval de Gaucho, L'etrange docteur Clair, Il jouiat de la contrebasse, J'ai bu i Pigalle (1946), Un monsieur attendait (1947), Catherine (1948); altres títols foren Serenade Indochinoise, Nicole, Un petit bout de femme.
L'editorial (sovint associada amb Éditions Pigalle) publicà molts altres títols, fonamentalment cançons, però també peces únicament instrumentals. Alguns títols serien Tout Passe (Tout Casse... Tout Lasse) (de Florence Véran), Rêverie (1939, música d'Alec Siniavine i lletra de Jacques Larue), Deux mots a l'oreille (1942, de Guy Luypaerts i Charles Trenet), À Compostelle (1952, música de Guy Luypaerts, lletra de "Gisèle Vesta", Les frères de la nuit (1952, música de Maurice Thiriet i lletra de Henry Rey i Paul Guimard), Allons faire un tour a Meudon i L'auberge du muguet (1957, d'A. Vihain, Michell Arnall i Jean Francoeur), Fais comme si (1958, de Michel Rivegauche i Marguerite Monnot, que cantà Edith Piaf), Le chemin de la joie i Rien ne va plus (1962, música d'André Borly), Big Ben rock (1963, música de Daniel Kaufman), Ça fait si longtemps (1963, música de Jacques Denjean, lletra de Pierre "Delanoe" Leroyer), Ce gran amour i Ce long chemin (ambdues 1963, música de "Jean Claudric" Jean-Claude Pacry i lletra de Pierre Cour), De l'amour j'en aurai (1963, música de Jean-Claude Devincy i lletra d'André Giraldy), Dreaming mood (1963, música de Clyde Borly i lletra de Guy Bertret), Ellion (1963, música de Clyde Borly), Les grands chemins (1963, música de Michel Magne), Je n'irai plus a Saint-Tropez i Mon p'tit copain d'enfance (ambdues 1963, música de Jean Delleme i Solange Delcourt, lletra de Jean Delleme), Je vais revoir (celle que j'aime) i Qu'il est doux d'aetre aupres de toi (ambdues 1963, música de Bernard Kesslair i lletra de Ralph Bernet i Jacques Chaumelle), Marshalling station (1963, música de "Bobby Nalpas" Leon Missir), Pou l'amour (1963, música de Frank Dallone, lletra de Ralph Bernet), Sur papier d'ecolier (1963, música d'André Borly i de Bernard Kesslair i lletra de Georges Coulonges), L'amour est ce qu'il est (1964 música de Mort Shuman, lletra de Michele Vendome), Big pig (1964, música d'André Borly), Ceux qui n'ont pas de copains (1964, música de Bernard Kesslair i lletra de Ralph Bernet), Do you St-Tropez (1964, música de Raymond Lefevre i lletra d'André Pascal), La pluie et le vent (1964, música de Pascal-René Blanc, lletra de Ralph Bernet i Roger Courcel), San Sebastian (1964, música de Robert Gropegne), Vers toi je tends les mains (1964, música d'André Borly i lletra de Jean-Charles Dionnet), Y'a toujours quelqu'n qui pleure (1964, música de "Norman Maine" André Cazenabe i lletra de Ralph Bernet), Blues du studio (1965, música d'André Borly), Le capitane (1965, música i lletra de Serge Dancourt), Ciao, ciao, bye, bye (1965, música de Roger Samyn, lletra de Janine Civelli), Ce jour pres de tot (1966, música de Vuk Starabolovic i lletra de "Michele Vendome" Micheline Wraskoff), Ivanhoe (1966, lletra i música de Pierre Vassilu), Le plus joli métier du monde (que cantà Sheila el 1966), Personne (1967, música de Jean-Pierre Morlane i lletra de Claude Righi i Ann Kopelman), A quoi sert d'aimer (1968, lletra de Jacques Demarny, música de Janine Bertille i André Borly), Crin blanc (1968, música de Jean-Pierre Morlane i lletra de Jacques Deschaux) i la coneguda Céline (1966, música de Mort Schuman i lletra de Hugues Aufray i Vine Buggy
També edità peces dels brasilers establerts a París Django Reinhardt (Jimmy's Bar, Triste Mélodie, Si tu Savais, Le Dernier Soir) i Joseph Reinhardt (Odette, Un peu de Rêve).